# Список країн за експортом вугілля

### Основні експортери вугілля
| Країна    | 2016 |
| --------- | ---- |
| Австралія | 391  |
| Індонезія | 369  |
| Росія     | 165  |
| Колумбія  | 83   |
| США       | 54   |

Експортери ризикують, бо попит на імпортне вугілля з інших країн зменшується в Індії та Китаї